# Do svidanija, mal'čiki
Do svidanija, mal'čiki (До свидания, мальчики) è un film del 1964 diretto da Michail Naumovič Kalik.